# 圣兰布雷希特
圣兰布雷希特是奥地利施蒂利亚州穆劳县的一个市镇。总面积70.19平方公里，总人口1916人，人口密度27人/平方公里（2016年）。